# Serve the People
Serve the People (en hangul, 인민을 위해 복무하라; hanja: 人民을 위해 服務하라; RR: Inmineul Wihae Bongmuhara) es una película surcoreana de 2022, escrita y dirigida por Jang Cheol-soo, y protagonizada por Yeon Woo-jin, Ji An, Jo Sung-ha y Kim Ji-chul. Basada en la novela homónima de Yan Lianke, narra un idilio entre Mu Gwang, un soldado modelo, y Su-ryun, la joven mujer del comandante de división, con los conflictos interiores de aquel. La película está ambientada en un país socialista, ficticio pero muy similar a Corea del Norte, en los años setenta. Se estrenó el 23 de febrero de 2022 en Corea del Sur.

## Sinopsis
Al explicar el significado del título, el director de la película dijo: «El líder supremo le ha dado al soldado el deber escrito en el lema de servir a la gente, la espiga de cebada grabada junto a él simboliza una cosecha abundante, y la estrella roja simboliza un futuro brillante. El comandante de la división valora este signo más que a la vida. Y le dijo lo mismo a Mu-gwang, el primero en ir a trabajar. Su-ryun usa este signo para crear grietas y ampliar las brechas. El lenguaje de la revolución es reemplazado por el lenguaje del deseo. Se convierte en un vehículo de amor».

## Reparto
- Yeon Woo-jin como Mu-gwang.[4]
- Ji An como Soo-ryeon.[5]
- Jo Sung-ha como comandante de división.[6]
- Kim Ji-chul como comandante de la compañía.
- Park Jung-eon como esposa del instructor.
- Woo Ju-bin como soldado veterano.
- Han Min-yeop como conductor.
- Jang Hae-min como esposa de Mu-gwang.
- Han Il-gyu como comandante de batallón.[7]

## Producción
En julio de 2013, se planeó la película basada en la novela Servir al pueblo del novelista chino Yan Lianke, que se había publicado en 2005. Al director Jang Cheol-soo se le asignó la dirección de la película y a Yeon Woo-jin se le ofreció el papel principal de un soldado que, mientras lucha entre las diferencias de clase y el deseo sexual, sucumbe a la tentación de la esposa de su jefe.
En una entrevista, el protagonista Yeon Woo-jin dijo que había leído el guion en 2014, pero que el rodaje comenzó en 2020. En septiembre de 2020, se informó que Yeon Woo-jin y Jian habían sido elegidos para la película Serve the People, dirigida por Jang Cheol-soo y producida por Leopard Film Company. La película supone el regreso al cine de Ji An, quien aparece después de 5 años. Su última película fue The Way en 2017. También el propio director Jang Cheol-soo vuelve a dirigir una película tras una interrupción de nueve años. Su último proyecto había sido Secretly, Greatly en 2013, un gran éxito protagonizado por Kim Soo-hyun.

## Recepción

### Taquilla
La película se estrenó en 595 salas el 23 de febrero de 2022. El día de la inauguración, la película ocupó la cuarta posición en la taquilla coreana. Al 4 de marzo de 2022, ocupaba el séptimo lugar entre todas las películas coreanas estrenadas en el año 2022, con ingresos brutos del equivalente a 487 772 dólares norteamericanos y 64 405 espectadores.
| Número de entradas y posición en taquilla por fin de semana | Número de entradas y posición en taquilla por fin de semana | Número de entradas y posición en taquilla por fin de semana |
| Fin de semana                                               | Entradas (acumulables)                                      | Posición en taquilla                                        |
| ----------------------------------------------------------- | ----------------------------------------------------------- | ----------------------------------------------------------- |
| A 27 de febrero de 2022                                     | 48 457                                                      | 4.ª                                                         |
| A 6 de marzo de 2022                                        | 67 707                                                      | 5.ª                                                         |
| A 13 de marzo de 2022                                       | 73 232                                                      | 10.ª                                                        |

### Crítica
Kim Mi-hwa, de Star News, criticó la presentación de la película y escribió que «el contenido de sátira y resistencia al sistema original no se expresó bien en la película». Afirmó además que la representación de escenas de sexo «continúa durante mucho tiempo» y «el tema del que esta película estaba tratando de hablar en primer lugar se vuelve cada vez más distante». Kim encontró el personaje de Soo-Ryun, interpretado por la actriz Ji-An, «decepcionante» ya que «se siente rígido e incómodo sin saber dónde está». Al concluir su reseña, Kim opinó: «Serve the People parece ser difícil de dejar atrás más que un trabajo problemático».
Yang Yu-jin, en su reseña de My Daily, calificó la película como «una obra problemática que sacude las emociones al ir y venir entre la razón y el instinto que busca a la audiencia». Elogió las actuaciones de la pareja principal escribiendo: «se destaca el espíritu desafiante de Yeon Woo-jin y Ji-an». Yang declaró además que «en particular, la transformación de actuación de Yeon Woo-jin es impresionante». Para concluir, Yang escribió que la película transmitía la impresión de que el tema pesado del antisocialismo se había volatilizado un poco, y es solo una descripción de [escenas de sexo] excepcionales de oro de 19 quilates».
Lee Bora, de Cine21, afirmó en su reseña que se hizo el esfuerzo de mostrar el escenario de la película en un mundo de ficción «con imaginación añadida basada en el tono de los personajes y la puesta en escena». Bora opinó que el conflicto entre los protagonistas, «que van y vienen entre la realidad y el deseo, se produce con mucha rigidez». Bora percibió que la narrativa de la película no estaba muy entretejida, se sentía «como si faltara un mayor ensamblaje». Bora concluyó, «el enfoque de [la película] está en la sexualidad más que en el amor».